# 마자푸역
마자푸역(중국어: 马家堡站)은 중국 베이징시 펑타이구 마자푸 가도 남3환서로·마자푸 서로 교차로 완팡교 남측에 위치한 베이징 지하철 4호선의 역이다.

## 위치
이 역은 남3환가 마자푸 서로(马家堡西路)가 만나는 자리의 완팡교(万芳桥) 남쪽에 위치하며, 마차오강(马草河)의 남쪽에 인접해 있다.

## 구조
본역은 지하역이며 섬식 승강장으로 이루어졌고, 총 3개의 출구가 있다.: A(북서), B(동북), C(남동).
| 지면            | 출구                            | A－C출구                                   |
| 지하 1층        | 대합실                          | 고객 센터, 자동 발매기, 이카통 충전        |
| 지하 2층 승강장 | ←                               | ■ 4호선 안허차오베이 방면 (베이징 남)      |
| 지하 2층 승강장 | 섬식 승강장, 왼쪽 출입문이 열림 |                                            |
| 지하 2층 승강장 | →                               | ■ 4호선 톈궁위안 방면 (다싱선) (자오먼 서) |

- 승강장 (2010년 5월)
- 대합실 (2016년 5월)
- B출구 통로 (2016년 5월)

## 출구
|                         | |
| 출구                    | 출구 인근 |
| 出口 · A                | 마자푸 서로(동측), 凯德MALL·大峡谷, 중국우정, 베이징시 자오덩위 학교, 국가전력망 펑타이 마자푸 송전소, 펑타이구 정부 여우안먼 가도 사무소, 자위안 1리(嘉园一里), 미래명주가원(未来明珠家园)   |
| 出口 · B                | 마자푸 서로(동측), 베이징 희곡예술직업학원, 베이징시 건강검진센터, 윈퉁 빌딩, 완팡팅 공원(万芳亭公园), 마자푸시 리(马家堡西里)                                                                |
| 出口 · C                | 마자푸 서로(동측), 중국재활연구센터, 베이징 보아이 병원 서병동, 베이징시 자오덩위 학교 동교구, 마자바오 지역 위생 서비스센터, 베이징시 경공업 주형 연구소, 중국우정, 자위안2리, 마자바오 소구 |
| 아이콘 설명: 엘리베이터 | |

## 같이 보기
위키미디어 공용에 마자푸역 관련 미디어 분류가 있습니다.